# 100% Fragola
100% Fragola (いちご100%?, Ichigo 100%) è un manga di Mizuki Kawashita che ha raggiunto le 167 puntate pubblicate sul periodico antologico Weekly Shōnen Jump dal numero 12 del 2002 al numero 35 del 2005 e collezionato in 19 tankōbon tra l'agosto 2002 e il dicembre 2005.
Il manga è stato successivamente adattato in un anime dallo studio giapponese Madhouse, in 12 episodi divisi in due parti ciascuno per un totale di 26 episodi trasmessi tra il 5 aprile 2005 e il 21 giugno 2005. Successivamente è stato pubblicato un videogioco per PlayStation 2, chiamato Strawberry 100%: Strawberry Diary (いちご100%ストロベリーダイアリー?, Ichigo 100%: Sutoroberi Daiari). Il gioco è uscito in Giappone il 10 febbraio 2005. Dal manga sono stati inoltre tratti una trasmissione radiofonica ed un romanzo.

## Trama
Junpei Manaka, un ragazzo col pallino per i film e non tanto fortunato con le ragazze, diventa improvvisamente una calamita per le bellissime ragazze. Tutto comincia da una in particolare, che gli piomba dal cielo mentre si trova sulla terrazza della scuola. Per il ragazzo è subito amore a prima vista. Junpei però ricorda solo una cosa di lei: i suoi slip con le fragole! Manaka nota che, insieme alla ragazza, era caduto un quaderno di matematica appartenente ad Aya Tojo della sua stessa sezione; però a Manaka non sembra ci sia nessuna bella ragazza nella sua classe, in effetti Aya è praticamente il contrario della studentessa misteriosa: è studiosa, porta un paio di occhialoni e si lega i capelli con delle treccine.
Durante la pausa tra le lezioni, il nostro Manaka, si "scontra", con la sua compagna Tojo e mentre la sta aiutando a raccogliere i libri che le sono caduti, l'avvisa del ritrovamento del suo quaderno di matematica; allora Tojo raccomanda Manaka di non leggere il contenuto di quel quaderno ma Junpei, curioso, al ritorno a casa, contravvenendo alle preghiere di Aya, dà un'occhiata al contenuto del quaderno; al suo interno trova scritto un romanzo che lo appassiona e che gli piacerebbe fosse la trama del suo primo film (il ragazzo da grande vorrebbe diventare un regista). Così, mentre Toujo e Manaka rafforzano il loro rapporto particolare, per Junpei sembra sia arrivata l'ora di dichiararsi a Tsukasa Nishino che, secondo lui, è la ragazza misteriosa. Durante la dichiarazione all'affascinante Tsukasa, Junpei vede la vera studentessa dagli slip con le fragole. Nishino accetta la dichiarazione di Manaka e le cose si fanno sempre più complicate, anche perché c'è un altro problema: la ragazza più popolare della scuola, Satsuki Kitaoji, insiste nel corteggiarlo.

## Personaggi principali
Junpei Manaka (真中淳平?, Manaka Junpei)
Doppiato da: Kenichi Suzumura (ed. giapponese), Manuel Meli (ed. italiana)
Il protagonista della serie. Ama molto il cinema e desidera diventare regista. Incontra per caso Tojo senza però riconoscerla inizialmente in seguito. Si dichiara poi a Tsukasa Nishino che a sorpresa accetta di diventare la sua ragazza. Fonda il club del cinema a scuola. La sua indecisione tra Aya, Tsukasa e Satsuki (e per poco anche Kozue) è dettata dal fatto che si rende conto di amarle tutte e tre, ognuna per ragioni diverse, ma tutte in modo sincero. Si caccia in molti problemi causati da un misto di sfortune, fortune, grande timidezza e squilibri ormonali tipici dei ragazzi della sua età. Quando Tsukasa lo lascia, diviene conteso solo da Satsuki e da Aya (che però non gli si confessa mai apertamente, né in pubblico né in privato), ma Tsukasa continua ad amarlo e ogni tanto i due si incontrano in modo fortuito e parlano. Tsukasa, al terzo anno delle superiori, si dichiara a Junpei allo stesso modo che aveva fatto lui (sollevandosi alla sbarra) e gli chiede di tornare insieme ma, conoscendo i suoi dubbi, non gli mette fretta per la risposta. Junpei, alla fine, si decide e ammette di amarla ancora, così i due tornano insieme. I sentimenti di amore di Aya (che si dichiara a lui), però, creano molti dubbi al protagonista, nonostante lui respinga Aya perché già impegnato con Tsukasa, e fanno soffrire Tsukasa stessa che, a breve, sarebbe partita per la Francia e vi sarebbe rimasta anni per studiare da pasticcera. I due decidono di rimanere insieme fino al giorno della partenza, all'aeroporto Tsukasa gli dice che non lo avrebbe mai chiamato né contattato in altri modi una volta messo piede in Francia, così da poter andare avanti, ma entrambi si rendono conto di non volere questo e promettono di rivedersi una volta che lei sarà tornata in Giappone, consci che, nel frattempo, entrambi potrebbero aver trovato un'altra persona con cui fidanzarsi. La storia triangolare tra Junpei, Aya e Tsukasa segue il primo romanzo scritto, e poi letto nel primo capitolo da Junpei, dove il protagonista (simile a Junpei) è indeciso tra la timida ragazza del proprio paese (simile ad Aya) e la principessa (simile a Tsukasa). Alla fine delle superiori, Junpei scopre che alla fine del romanzo il protagonista sceglie la ragazza timida. Dopo il salto temporale (nell'ultimo capitolo del manga), dove si vedono i ragazzi cresciuti di qualche anno (hanno tutti 20-21 anni), si scopre la ragazza scelta definitivamente da Junpei.
Aya Tojo (東城 綾?, Tōjō Aya)
Doppiata da: Mamiko Noto  (ed. giapponese), Laura Lenghi (ed. italiana)
Il misterioso personaggio con l'intimo con le fragole. È la protagonista femminile. È una ragazza timida molto brava a scrivere storie sul suo quaderno, cambia molto aspetto quando si toglie gli occhiali e si slega i capelli, attirando l'attenzione di tutti gli studenti che non la riconoscono, diventando la ragazza più bella della scuola. È innamorata di Junpei dal primo momento che parla con lui e rimane tale anche nei tre anni alle superiori, nell'ultimo di questi raccoglie tutto il suo coraggio e gli si dichiara apertamente. Dopo il salto temporale, Aya è diventata una scrittrice professionista, vincitrice di numerosi premi e ancora condivide il sogno di realizzare la sceneggiatura per un film di Junpei.
Tsukasa Nishino (西野つかさ?, Nishino Tsukasa)
Doppiata da:  Fumiko Orikasa  (ed. giapponese), Elisabetta Spinelli (ed. italiana)
La ragazza più carina e popolare ai tempi delle medie, ha un carattere forte, sveglia e ama preparare dolci in cucina. Si fidanza, a sorpresa, con Junpei, colpita dal suo modo bizzarro di dichiararsi a lei (facendo flessioni alla sbarra e nel contempo dichiarandosi), in seguito decide di studiare insieme a lui, per conoscerlo meglio. I due si frequentano, ma la storia non sembra decollare perché Junpei si sente terribilmente inferiore a Tsukasa, inoltre è tormentato dall'amore che prova per Aya e, in seguito, anche per Satsuki. Le cose si complicano anche perché Tsukasa sceglie di andare in una scuola diversa, tutta femminile, rispetto a quella di Junpei. La ragazza, una sera, lo invita a casa sua per passare la notte insieme, ma l'esitazione di Junpei a lasciarsi andare le dà la conferma delle sue idee, cioè che Junpei ha non ha solo lei in testa. Tsukasa dice a Junpei di non poter stare con un ragazzo che ama anche qualcun altro e lo lascia. I due, nonostante la rottura, ogni tanto si incontrano per caso, andando al lavoro (Junpei lavora in un cinema vicino alla pasticceria dove lavora Tsukasa) dopo la scuola. Inoltre Tsukasa gli dona, lasciandola davanti alla porta di casa sua, una scatola di cioccolatini fatti a mano da lei per San Valentino. I due si sentono e Junpei si rende conto di pensare più a Tsukasa dopo la rottura rispetto a quanto ci pensasse quando ci stava insieme, una sera i due vanno alla scuola media, per ricordare il passato, ed entrambi, in infermeria, ammettono di voler fare l'amore l'uno con l'altra (ma interrotti subito da una telefonata della madre di lei, che ha scoperto che non dormiva davvero a casa della sua compagna di classe Tomoko). Intanto Tsukasa decide di andare a studiare in Francia dopo le superiori per diventare una pasticcera più brava. In un attimo di indecisione totale riguardo al futuro, fa una breve vacanza di tre giorni con Junpei lontano da casa, durante i quali confessa i propri dubbi al ragazzo che, però, la sprona a seguire i suoi sogni e a non farsi fermare dalla paura e le spiega che la sera precedente, al lago, aveva espresso il desiderio che Tsukasa vivesse sempre con il sorriso. Le parole di Junpei la convincono ad andare avanti con determinazione, ma non gli rivela il desiderio che lei aveva espresso quella stessa sera, cioè tornare ad essere la sua fidanzata. Al terzo anno di superiori, Tsukasa prende coraggio e invita Junpei alla sbarra delle medie e facendo come lui (una sola flessione per poi cadere per terra però) gli dichiara il suo amore e gli chiede di tornare ad essere il suo fidanzato, non aspettandosi una risposta immediata (consapevole dei sentimenti per Aya). Giorni dopo, Tsukasa riceve l'inaspettata risposta da Junpei, cioè una dichiarazione d'amore e l'affermazione di voler tornare il suo fidanzato, la ragazza è titubante e dice che lei preferisce le dimostrazioni tangibili e non solo le parole, così Junpei la bacia spontaneamente, rivelandole che, pur essendo già stato baciato in passato, questo era il primo bacio che lui ha dato di sua iniziativa. I due tornano insieme e si baciano altre volte. I sentimenti per Aya, però, non scompaiono e, intanto, lei gli si dichiara dopo 4 anni di attesa, sconvolgendo il rapporto tra lei e Junpei che, però, rifiuterà Aya proprio per lei. Nonostante questo, l'amore che provano reciprocamente Aya e Junpei non le sfuggono e la cosa la fa soffrire, ma decide di rimanere con Junpei fino alla sua partenza a marzo per la Francia. All'aeroporto, Tsukasa gli dice che non lo chiamerà o sentirà più una volta messo piede in Francia e che non si volterà nemmeno a guardarlo prima di imbarcarsi. Ciò nonostante, dopo alcuni passi, Tsukasa si volta e si ritrova di fronte Junpei che l'aveva seguita, i due si abbracciano e si promettono di rivedersi al suo ritorno, consapevoli che entrambi avrebbero potuto fidanzarsi negli anni che li avrebbero separati. Dopo pochi anni, Tsukasa ritorna in Giappone e rivede Junpei: è lei la ragazza che Junpei ama davvero.
Satsuki Kitaoji (北大路さつき?, Kitaōji Satsuki)
Doppiata da: Sanae Kobayashi (ed. giapponese), Patrizia Mottola (ed. italiana)
La ragazza più popolare della scuola di Manaka, incontra il protagonista per caso e dopo i primi dissapori se ne innamora perdutamente, cercando poi di conquistarlo in tutti i modi, anche spogliandosi e cercando di fare l'amore con lui. È forse l'unica che esprime apertamente i suoi sentimenti verso Manaka. Ha dei modi un po' da maschiaccio, ma sono queste le cose che piacciono di più a Junpei, è la prima ragazza a baciarlo. Junpei stesso ammette che Satsuki è la persona con cui lui riesce ad essere più facilmente se stesso ed è la ragione per cui anche Junpei si innamora di lei. Hanno gli stessi gusti su musica, televisione e fumetti. Durante la storia lei decide di essergli solo amica, visto che lui non la ricambia con la stessa intensità, ma vedendo quanto la cosa li separi torna alla carica con maggiore vigore di prima, scoprendo che entrambi sono molto più felici quando lei lo corteggia che da amici, perché entrambi provano amore l'uno per l'altra, anche se Satsuki lo prova in modo più profondo di lui.
Yui Minamito (南戸 唯?, Minamito Yui)
Doppiata da: Nana Mizuki  (ed. giapponese), Debora Magnaghi (ed. italiana)
Ragazza dall'aspetto infantile, vecchia vicina di casa ed amica d'infanzia di Manaka.
Hiroshi Sotomura (外村 ヒロシ?, Sotomura Hiroshi)
Doppiato da: Yūji Ueda  (ed. giapponese), Neri Marcorè (ed. italiana)
Amico di Manaka del liceo, è ossessionato dal fare fotografie alle belle ragazze della scuola e metterle sul suo sito web. Anche se non sembra è il ragazzo con i voti più alti di tutta la scuola e spesso darà dei saggi consigli a Manaka.
Misuzu Sotomura (外村 美鈴?, Sotomura Misuzu)
Doppiata da: Eriko Kawasaki (ed. giapponese), Katia Sorrentino (ed. italiana)
Sorella minore di Sotomura, esperta di cinema. È una delle poche ragazze nella storia a non essere innamorata di Manaka (e forse per questo ha un ruolo minore nella storia). Diventa vicepresidente del club del cinema.
Rikiya Komiyama (小宮山 力也?, Komiyama Rikiya)
Doppiato da: Wataru Takagi (ed. giapponese), Mirko Cannella (ed. italiana)
Amico di Manaka sin dalle medie. Sfortunato con le ragazze, anche a causa del suo brutto aspetto, e innamorato di Nishino. Si fidanza sorprendendo tutti con Chinami, che poi lo lascia. Diventa in seguito il suo manager.
Amachi (天地?, Amachi)
Il gentiluomo perfetto. Rivale in amore di Manaka, anche lui ama Tojo e cerca più volte di sedurla. Aiuta istintivamente tutte le ragazze, come fosse un riflesso incondizionato. Litiga spesso con Satsuki anche se per un certo periodo i due collaborano per allontanare Manaka da Tojo e avere così campo libero.
Chinami Hashimoto (端本 ちなみ?, Hashimoto Chinami)
Doppiata da: Ai Shimizu
Ragazza dall'aspetto infantile, ama sfruttare i ragazzi per farsi fare mille favori e poi lasciarli. Incontra e usa inizialmente Manaka per liberarsi di uno di loro. In seguito entra nel club del cinema e si mette insieme a Komiyama (con grande sorpresa di tutti) per poi lasciarlo.

### Altri Personaggi
Okusa  (大草?, Okusa)
Doppiato da: Takashi Kondo
Amico di Manaka sin dalle medie. Di bell'aspetto e bravo a giocare a calcio, è molto ricercato dalle ragazze. Riuscirà a dare qualche consiglio a Manaka durante la storia, anche se come l'amico ha un debole per Nishino. Lo si vedrà solo all'inizio e alla fine della trama, relegato in un ruolo marginale.
Shiori Kurokawa (黒川 栞?, Kurokawa Shiori)
Doppiata da: Mitsuki Saiga
Insegnante di matematica di Manaka e supervisore del club del cinema. Bella e maggiorata, beve spesso ed è un'adulta irresponsabile. Si lamenta spesso degli uomini con cui sta (oppure per la mancanza di uomini adatti a lei) e non si fa problemi a girare svestita.
Kozue Mukai (向井 こずえ?, Mukai Kozue)
Doppiata da: Kana Ueda
Studentessa del corso di preparazione agli esami seguito da Manaka e Tojo durante il loro secondo anno di liceo. È una ragazza di bell'aspetto ma che ha una paura cronica dei maschi. Ironicamente tende ad avere pensieri molto romantici e un po' spinti sulle sue possibili relazioni con i ragazzi. Si innamora subito di Manaka, il primo ragazzo con cui non ha problemi a parlare. Mukai appare come una versione estremizzata di Tojo: è molto più timida e riservata, e cade a terra molto spesso. Come accade con altri personaggi più avanti nella storia il suo ruolo diventa marginale e, allontanatosi Manaka, inizia a provare affetto per Migishima.
Mai Urazawa (浦沢 舞?, Urazawa Mai)
Amica di Tojo e Mukai del corso di preparazione. Supporta Mukai nel suo sentimento verso Manaka, e cerca di aiutarla a conquistarlo. Nessuna delle due però è a conoscenza dei sentimenti segreti della loro amica Tojo per Manaka.
Migishima
Studente che frequenta lo stesso corso serale di Manaka. Ha un aspetto rude, con una cicatrice a X sulla fronte. Anche se sembra un delinquente è uno studente serio che sogna di diventare insegnante. Prova un certo affetto per Mukai, che sembra contraccambiare in seguito.
Satake
Amico di Migishima e di Manaka del corso serale.
Ryuuichi Higure (日暮 龍一?, Higure Ryūichi)
Famoso chef-pasticcere a livello mondiale, alto e muscoloso. Sua nonna possiede il negozio dove lavora Nishino. Si innamora della ragazza ma capisce che lei ama Manaka. Nonostante le apparenza è un ragazzo gentile. La nonna programma di farlo sposare con Nishino ma alla fine non se ne fa più niente (anche a causa del ruolo molto marginale del personaggio nella storia).
Il vecchio
Un basso vecchietto settantaduenne che possiede il cinema dove Manaka lavora part-time. È un pervertito che bagna con l'acqua le ragazze che passano per vederle poi indossare i vestiti che offre. Ama specialmente Nishino e ordina spesso torte dal negozio dove la ragazza lavora solo per riceverle da lei di persona. Non sembra farci caso alle lunghe e prolungate assenze di Manaka dal lavoro.
Shotaro Toujou (東城正太郎?, Tōjō Shōtarō)
Fratello di Tojo, anche se più giovane è molto più alto della sorella. È uno dei pochi a sapere del secondo aspetto di Tojo all'inizio, visto che la ragazza gira per casa senza occhiali e con i capelli sciolti. Per un certo periodo Manaka e gli altri pensano che sia il fidanzato segreto della ragazza.
Haruka Tojo
Cugina di Aya di 22 anni, sembra quasi la sua gemella. Compare solo una volta nella storia, facendo la conoscenza di Manaka.

## Manga
In Giappone il manga è stato pubblicato dalla Shūeisha nel Weekly Shōnen Jump dal 2002 al 2005, ed è stato raccolto in 19 tankōbon. In Italia il manga è stato pubblicato della Planet Manga sulla collana Planet, L'ultimo numero è datato agosto 2006, mentre in Spagna è pubblicato dalla Panini Comics.

### Volumi
| Nº | Data di prima pubblicazione | Data di prima pubblicazione | Data di prima pubblicazione |
| Nº | Giapponese                  | Giapponese                  | Italiano                    |
| -- | --------------------------- | --------------------------- | --------------------------- |
| 1  | 2 agosto 2002               | ISBN 978-4-08-873304-3      | 10 giugno 2004              |
| 2  | 4 ottobre 2002              | ISBN 978-4-08-873326-5      | 16 settembre 2004           |
| 3  | 6 gennaio 2003              | ISBN 978-4-08-873369-2      | 21 ottobre 2004             |
| 4  | 4 aprile 2003               | ISBN 978-4-08-873412-5      | 18 novembre 2004            |
| 5  | 4 giugno 2003               | ISBN 978-4-08-873438-5      | 16 dicembre 2004            |
| 6  | 4 agosto 2003               | ISBN 978-4-08-873496-5      | 20 gennaio 2005             |
| 7  | 3 ottobre 2003              | ISBN 978-4-08-873518-4      | 17 febbraio 2005            |
| 8  | 4 dicembre 2003             | ISBN 978-4-08-873537-5      | 21 aprile 2005              |
| 9  | 4 marzo 2004                | ISBN 978-4-08-873577-1      | 19 maggio 2005              |
| 10 | 30 aprile 2005              | ISBN 978-4-08-873597-9      | 16 giugno 2005              |
| 11 | 2 luglio 2004               | ISBN 978-4-08-873629-7      | 21 luglio 2005              |
| 12 | 3 settembre 2004            | ISBN 978-4-08-873650-1      | 26 agosto 2005              |
| 13 | 4 novembre 2004             | ISBN 978-4-08-873669-3      | 22 settembre 2005           |
| 14 | 5 gennaio 2005              | ISBN 978-4-08-873695-2      | 16 febbraio 2006            |
| 15 | 4 aprile 2005               | ISBN 978-4-08-873793-5      | 23 marzo 2006               |
| 16 | 3 giugno 2005               | ISBN 978-4-08-873818-5      | 21 aprile 2006              |
| 17 | 4 agosto 2005               | ISBN 978-4-08-873843-7      | 18 maggio 2006              |
| 18 | 4 ottobre 2005              | ISBN 978-4-08-873863-5      | 6 luglio 2006               |
| 19 | 2 dicembre 2005             | ISBN 978-4-08-873884-0      | 3 agosto 2006               |

## Anime
Dal manga è stato tratto un anime in 12 puntate, divise ognuna in due miniepisodi, prodotto dalla Madhouse. Successivamente sono anche stati prodotti 5 OAV che proseguono la storia originale introducendo diversi nuovi personaggi piuttosto marginali.
La sigla iniziale era "Shine of Voice" del gruppo J-pop Dream, mentre come sigla conclusiva è stata usata la canzone "Ike Ike" canzone d'esordio delle Hinoi Team.

### Episodi
Ichigo 100% è stato adattato in 12 episodi anime creati dalla Madhouse. Ogni episodio era caratterizzato dal fatto di essere composto da due episodi brevi della durata di 12' ciascuno, di cui gli ultimi due sono gli episodi speciali finali mai andati in onda. Ogni episodio copre circa due capitoli del manga, anche se l'anime non segue la storia principale da vicino, e modifica alcune scene in modo da far apparire tutte le protagoniste negli episodi. Anche gli OAV presentano scene esclusive e non presenti nel manga.
| Nº                                         | Titolo italiano (tradotto letteralmente) Giapponese 「Kanji」 - Rōmaji | In onda           | In onda |
| Nº                                         | Titolo italiano (tradotto letteralmente) Giapponese 「Kanji」 - Rōmaji | Giapponese        |         |
| Serie TV (26 episodi)                      | |                   |         |
| 1                                          | Le mutandine con le fragole illusorie 「幻のいちごパンツ」 - Maboroshi no ichigo pantsu | 5 aprile 2005     |         |
| 2                                          | Incomprensione o impressione sbagliata? 「誤解それともカン違い?」 - Gokai soretomo kanchigai? | 5 aprile 2005     |         |
| 3                                          | La passione scuote il gruppo di studio 「揺れる恋愛勉強会」 - Yureru ren'ai benkyōkai | 12 aprile 2005    |         |
| 4                                          | Di nuovo la bellezza illusoria! 「幻の美少女ふたたび！」 - Maboroshi no bishōjo futatabi! | 12 aprile 2005    |         |
| 5                                          | Il secondo bottone dei ricordi 「思い出の第2ボタン」 - Omoide no daini botan | 19 aprile 2005    |         |
| 6                                          | L'amicizia di vecchia data è una tempesta primaverile 「春の嵐は幼なじみ」 - Haru no arashi wa osananajimi                                                                                                | 19 aprile 2005    |         |
| 7                                          | La problematica vita di liceo 「波乱のハイスクールライフ」 - Haran no high school life | 26 aprile 2005    |         |
| 8                                          | Incomprensioni tra cuore e testa 「すれ違うココロと想い」 - Sorechigau kokoro to omoi | 26 aprile 2005    |         |
| 9                                          | Panico nella mia stanza 「パニック IN MY ROOM」 - Panic IN MY ROOM | 3 maggio 2005     |         |
| 10                                         | Mareggiata al campo estivo 「怒涛の夏合宿」 - Dotō no natsu gasshuku | 3 maggio 2005     |         |
| 11                                         | Regalo fatto con tutto il cuore 「せいいっぱいのプレゼント」 - Seiippai no present | 10 maggio 2005    |         |
| 12                                         | La destinazione sconosciuta dei sentimenti 「行き先不明のキモチ」 - Ikisaki fumei no kimochi | 10 maggio 2005    |         |
| 13                                         | Scoppia! La guerra civile 「勃発！ 南北戦争」 - Boppatsu! Nanbokusensō | 17 maggio 2005    |         |
| 14                                         | Natale solitario 「たったひとりのクリスマス」 - Tattahitori no Christmas | 17 maggio 2005    |         |
| 15                                         | Il sogno continua ancora 「夢の続きをもう一度」 - Yume no tsuzuki wo mōichido | 24 maggio 2005    |         |
| 16                                         | Abbraccio sotto la neve! 「雪の中で抱きしめて！」 - Yuki no naka de dakishimete! | 24 maggio 2005    |         |
| 17                                         | San Valentino per caso 「すれ違いのバレンタイン」 - Surechigai no Valentine | 31 maggio 2005    |         |
| 18                                         | Cioccolato dolceamaro 「甘くて苦いチョコレート」 - Amakute nigai chocolate | 31 maggio 2005    |         |
| 19                                         | Il ringraziamento del level up 「レベルアップのお礼」 - Level up no orei | 7 giugno 2005     |         |
| 20                                         | Un primo appuntamento da batticuore!? 「ドキドキ・初デート！？」 - Dokidoki hatsu date!? | 7 giugno 2005     |         |
| 21                                         | Un pericoloso nuovo arrivo 「アブナイ新入部員」 - Abunai shinnyuu buin | 14 giugno 2005    |         |
| 22                                         | Decisione! Compleanno 「決断！ バースデイ」 - Ketsudan! Birthday | 14 giugno 2005    |         |
| 23                                         | Un altro incontro sotto la pioggia 「雨の再会」 - Ame no saikai | 21 giugno 2005    |         |
| 24                                         | Una vera eroina 「本当のヒロイン」 - Hontō no Heroine | 21 giugno 2005    |         |
| 25                                         | Vieni a prendermi! 「迎えにきて!」 - Mukae ni kite! | - non trasmesso - |         |
| 26                                         | Amici per sempre 「いつだって味方だから」 - Itsudatte mikata dakara | - non trasmesso - |         |
| OAV (1 episodio)                           | |                   |         |
| 1                                          | Comincia l'amore!? Training fotografico ~il mio cuore batte a est e ovest~ 「恋が始まる!? 撮影合宿 〜ゆれるココロが東へ西へ〜」 - Koi ga hajimaru!? Satsuei gasshoku ~yureru kokoro ga higashi e nishi e~ | -                 |         |
| 1                                          | (Pilot della serie TV; uscito in occasione del Jump Festival 2004) |                   |         |
| OAV - Ichigo 100% Original DVD (4 episodi) | |                   |         |
| 1                                          | Il festival della fonte tempestosa nella notte di nebbia 「夜霧の嵐泉祭編」 - Yogiri no arashi izumi matsuri hen                                                                                          | 20 giugno 2005    |         |
| 1                                          | (Collocabile tra il 12º e il 13º episodio della serie TV) |                   |         |
| 2                                          | L'esodo dall'accademia Ōmi 「桜海学園エクソダス編」 - Ōmi gakuen exdous hen | 29 agosto 2005    |         |
| 2                                          | (Collocabile tra il 21º e il 22º episodio della serie TV) |                   |         |
| 3                                          | Crisi alla pensione Sawayaka ~ attenzione al proprietario! 「さわやかペンションクライシス〜オーナーに気をつけろ! 編」 - Sawayaka pension crisis ~ owner ni ki o tsukero! Hen                              | 26 settembre 2005 |         |
| 3                                          | (Storia originale) |                   |         |
| 4                                          | Un improvviso cambio di sentimenti!? 「こころ変わりは突然に!?編」 - Kokoro kawari wa totsuzen ni!? Hen | 31 ottobre 2005   |         |
| 4                                          | (Storia originale) |                   |         |